# Ted Yoho
Theodore Scott Yoho, dit Ted Yoho, né le 13 avril 1955 à Minneapolis (Minnesota), est un homme politique américain. Membre du Parti républicain, il est élu à la Chambre des représentants des États-Unis pour le troisième district congressionnel de Floride de 2013 à 2021.

## Jeunesse et famille
Ted Yoho est né dans le Minnesota en 1955. À l'âge de 11 ans, il déménage avec sa famille en Floride où il rencontre sa future épouse, Carolyn en classe de « 4th grade ». Il est diplômé de la Deerfield Beach High School à Deerfield Beach en 1973. Il entre au Broward College (en) pour préparer un associate degree qu'il finance en travaillant de nuit à l'emballage de légumes et qu'il obtient en 1977,,. Il obtient un baccalauréat universitaire en sciences animales à l'université de Floride 1979 et ressort diplômé de l'University of Florida College of Veterinary Medicine en 1983.
Il est membre de l'Association américaine des médecins vétérinaires, de l'Association de Floride des médecins vétérinaires, de l'Association de praticiens équins de la Floride, de l'Association des éleveurs de la Floride et de la National Rifle Association of America (NRA),,. Yoho et sa femme, Carolyn, ont trois enfants : Katie, Lauren et Tyler. Katie est membre de la Garde côtière des États-Unis. Il pratique la pêche et soutient l'équipe de football universitaire des Gators de la Floride.

## Carrière politique

### Élection comme représentant
En 2012, Yoho se présente à l'élection pour la Chambre des représentants du Congrès des États-Unis via le 3e district congressionnel de la Floride. Lors de la primaire républicaine, il défait Cliff Stearns (en) (élu depuis 1988), Steve Oelrich (en) membre du Sénat de Floride et James Jett, greffier à la cour du comté de Clay,. Il devance Cliff Stearns de seulement 829 voix (1,1 % des suffrages), mais il remporte 11 des 13 comtés du district. Stearns ne remporte que le comté de Marion, son comté natal, et le comté de Clay, malgré le soutien de Paul Ryan, Michele Bachmann et d'Allen West. Yoho remporte l'élection générale de novembre par 65 % contre 32 % pour son adversaire démocrate JR Gaillot,. À la suite de son élection, le National Journal nomme Yoho parmi les dix républicains à suivre sur Twitter.

### Mandat
Yoho prend ses fonctions le 3 janvier 2013. Il est membre du Tea Party Caucus (en) et du House Liberty Caucus (en). Il soutient la réduction des impôts et notamment la FairTax, la réduction des taux d'imposition des sociétés, et s'oppose aux programmes fédéraux qui ne sont pas à l'équilibre budgétaire. Selon le Congressional Budget Office, il y aurait encore un déficit même si toutes les dépenses discrétionnaires (tous les programmes fédéraux, sauf les pensions, l'assurance maladie et la sécurité sociale) été arrêtés. Yoho est donc favorable à la réduction des dépenses et des impôts, mais il n'a pas encore présenté de projet pour mener à l'équilibre le budget.
Yoho est aussi opposé à la levée du plafond de la dette autorisée à moins que des réductions de dépenses significatives ne soient faites. Son district est parmi les plus faiblement imposés de Floride, situé principalement dans le Suwannee River Management District (plus basse proportion d'impôts fonciers), les ventes au détail par habitant dans le district sont significativement plus basses que la moyenne de l'État et il compte le plus faible taux d'activité commerciale non agricole des districts de Floride. Yoho n'a pourtant jamais précisé son niveau de soutien au projet de loi agricole.
En 2014, Yoho est contesté par le républicain conservateur Jake Rush (en) pour son siège. Rush dépeint Yoho comme un « libéral » et appelle au conservatisme des électeurs pour tenter en vain de remporter l'investiture républicaine. En 2015, Yoho monte une campagne pour défier le républicain John Boehner à la présidence de la Chambre des représentants afin d'obtenir la conférence républicaine (en) au deuxième tour de scrutin. Il n'a manqué que 4 votes aux dissidents pour atteindre leur objectif, mais sur les 435 membres du Congrès ayant droit de vote, Yoho n'a reçu que deux voix dont la sienne[réf. nécessaire]. Yoho et son collègue démocrate John Conyers ont proposé des amendements bipartis pour bloquer la formation par l'Armée américaine du bataillon Azov de la Garde nationale ukrainienne ; certains membres du bataillon étant ouvertement suprématistes blancs.
Le 21 juillet 2020, il est accusé par la congressiste démocrate Alexandria Ocasio-Cortez de l'avoir traitée de « fucking bitch » sur les marches du Capitole,,. Cela lui vaut de vives critiques et le conduit à s'excuser, excuses jugées insincères par Alexandria Ocasio-Cortez qui dénonce longuement devant le Congrès le 23 juillet une culture de l'impunité, d'acceptation de la violence et du langage violent à l'égard des femmes,,.

### Législation
Au cours de son premier mandat, Yoho a parrainé un total de dix-huit projets de loi. L'un de ces projets de loi introduits au cours de son premier mandat, le Preventing Executive Overreach on Immigration Act of 2014, a été approuvé en 2014. Yoho est également coauteur de la Veterinary Medicine Mobility Act of 2014 (en) (HR 1528), un projet de loi qui amende le Controlled Substances Act afin de préciser que les vétérinaires ne sont pas tenus d'avoir des enregistrements séparés pour distribuer des substances réglementées en dehors de leur principal lieu de travail, comme lors du traitement des animaux dans une ferme,,. Yoho co-parraine aussi avec de nombreux républicains la Defund Planned Parenthood Act of 2015 (HR 3134), mais cette dernière n'a pas avancée depuis son passage à la Chambre le 18 septembre 2015. Le 9 juin, 2016, Yoho vote "Non" au projet de restructuration de la dette de Porto Rico (HR 5278). Le projet de loi républicain est tout de même adopté par la Chambre avec le soutien bilatéral des deux grands partis.

### Participation aux comités de la Chambre
- United States House Committee on Agriculture (en)
  - United States House Agriculture Subcommittee on Biotechnology, Horticulture, and Research (en)[32]
  - United States House Agriculture Subcommittee on Livestock and Foreign Agriculture (en)[33]
- United States House Committee on Foreign Affairs (en)
  - United States House Foreign Affairs Subcommittee on the Middle East and North Africa (en)[34]
  - United States House Foreign Affairs Subcommittee on the Western Hemisphere (en)[35]